# Rodger Ward
Rodger Ward (10 de janeiro de 1921 – 5 de julho de 2004) foi um automobilista estadunidense. 
Ele esteve em dezesseis (quinze) 500 Milhas de Indianápolis, (dez quando a prova fazia parte do calendário de Fórmula 1 de 1950 até 1960): 1951, 1952, 1953, 1954, 1955, 1956, 1957, 1958, 1959, 1960, 1961, 1962, 1963, 1964, 1965 (não se qualificou) e 1966. Rodger venceu as 500 Milhas de Indianápolis em 1959 e 1962.

## Resultados das500 Milhas de Indianápolis
| Ano   | Carro | Largada | Classificação | Rank  | Resultado | Voltas Completadas | Voltas Lideradas | Abandono        |
| ----- | ----- | ------- | ------------- | ----- | --------- | ------------------ | ---------------- | --------------- |
| 1951  | 48    | 25      | 134.867       | 7     | 27        | 34                 | 0                | Oil line        |
| 1952  | 34    | 22      | 134.139       | 28    | 23        | 130                | 0                | Pressão do óleo |
| 1953  | 92    | 10      | 137.468       | 6     | 16        | 177                | 0                | Stalled         |
| 1954  | 12    | 16      | 139.297       | 8     | 22        | 172                | 0                | Motor           |
| 1955  | 27    | 30      | 135.049       | 30    | 28        | 53                 | 0                | Colisão BS      |
| 1956  | 19    | 15      | 141.171       | 27    | 8         | 200                | 0                | Corrida         |
| 1957  | 8     | 24      | 141.321       | 15    | 30        | 27                 | 0                | Supercharger    |
| 1958  | 8     | 11      | 143.266       | 14    | 20        | 93                 | 0                | Fuel pump       |
| 1959  | 5     | 6       | 144.035       | 7     | 1         | 200                | 130              | Corrida         |
| 1960  | 1     | 3       | 145.560       | 5     | 2         | 200                | 58               | Corrida         |
| 1961  | 2     | 4       | 146.187       | 5     | 3         | 200                | 7                | Corrida         |
| 1962  | 3     | 2       | 149.371       | 2     | 1         | 200                | 66               | Running         |
| 1963  | 1     | 4       | 149.800       | 6     | 4         | 200                | 0                | Corrida         |
| 1964  | 2     | 3       | 156.406       | 3     | 2         | 200                | 0                | Corrida         |
| 1966  | 26    | 13      | 159.468       | 19    | 15        | 74                 | 0                | Direção         |
| Total | Total | Total   | Total         | Total | Total     | 2160               | 261              |                 |

| Largadas      | 15 |
| Poles         | 0  |
| Primeira Fila | 3  |
| Vitórias      | 2  |
| Top 5         | 6  |
| Top 10        | 7  |
| Abandonos     | 8  |